# Bietenbrug (Amsterdam)
De Bietenbrug is een brug in Amsterdam. Deze ongenummerde brug ligt over een sloot in de wijk Watergraafsmeer. Het houten bruggetje voert vanaf de Kruislaan naar sportvelden. 

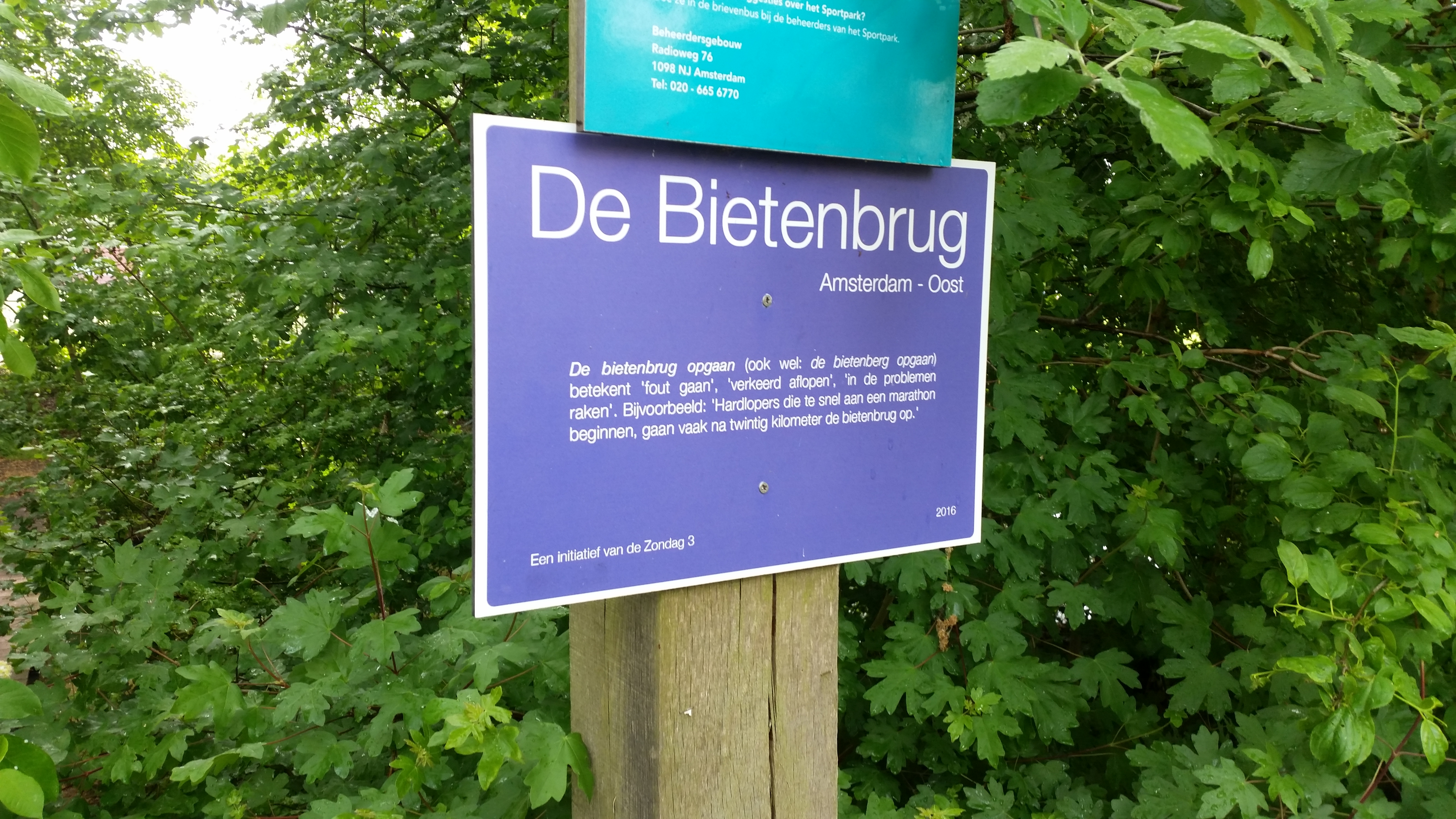
Bij de brug staat een bord, dat de betekenis van de uitdrukking de bietenbrug opgaan geeft.